# Frankie Randall (Pianist)
Frankie Randall (eigentlich Franklin Joseph Lisbona, * 11. Januar 1938 in Clifton (New Jersey); † 28. Dezember 2014 in Palm Springs (Kalifornien)) war ein US-amerikanischer Jazzpianist und -sänger, der vor allem durch seine Arbeit mit Frank Sinatra bekannt wurde.

## Leben und Wirken
Randall hatte ab dem Alter von sieben Jahren Klavierunterricht; er studierte Psychologie an der Fairleigh Dickinson University. Nach Abschluss des Studiums trat er in einem Nachtclub auf; 1965 legte er sein Debütalbum Frankie Randall Sings and Swings vor, an dem der Arrangeur Marty Paich mitwirkte, mit dem Randall erneut bei It Again! (1965) arbeitete. Mit Billy May entstand das dritte Album For Going the Frankie Randall Way!. In den frühen 1960er-Jahren lernte er Frank Sinatra bei einem Auftritt in Jilly’s Bar in New York kennen; Sinatra vermittelte Randall einen Plattenvertrag bei RCA Victor und der 20th Century Fox, was zur Mitwirkung in dem Film Wild on the Beach (1964, mit Sonny and Cher) führte. In den folgenden Jahren trat er in der Fernseh-Show von Dean Martin auf; 1971 wirkte er in dem Film The Day of the Wolves mit.
In den frühen 1970er-Jahren spielte Randall in einer Allstar-Jazz-Formation in Los Angeles, die von Pat Rizzo geleitet wurde, außerdem wurde er Sinatras persönlicher Pianist. In den 1980er-Jahren betätigte er sich als Entertainment-Direktor des Casino Golden Nugget in Atlantic City, anschließend wurde er stellvertretender Geschäftsführer des Bally’s Grand Hotel and Casino in Atlantic City. Im Bereich des Jazz war er zwischen 1960 und 1965 an vier Aufnahmesessions beteiligt.  1991 erschien sein letztes Album, Frankie Randall Sings Steve Allen.